# Carlo Calcaterra
Carlo Calcaterra (Premia, 21 novembre 1884 – Santa Maria Maggiore, 25 settembre 1952) è stato un critico letterario italiano, professore all'Università Cattolica del Sacro Cuore di Milano e quindi all'Università di Bologna.

## Biografia
Figlio di Carlo senior (1843–1894), medico e modesto scrittore, e di Carolina Giovannelli (1854–1905). Fratello del dott. Gaetano e dell'ing. Ottavio. Studiò a Torino dove fu amico dei poeti Guido Gozzano e Carlo Vallini e scrittore di poesie egli stesso; si laureò nell'Università degli Studi di Torino con Arturo Graf.
Insegnò letteratura italiana nell'Istituto tecnico di Asti, dove pubblicò i suoi primi saggi, e poi a Cagliari. Fu combattente della prima guerra mondiale e nel dopoguerra insegnante a Genova e a Torino; di qui passò nel 1927 all'Università Cattolica di Milano.
Sposato con Clara Gatti, ha avuto due figlie: Frichi Calcaterra (1925-2008) e Lionella Calcaterra.
Nel 1929 fondò e diresse la rivista letteraria Convivium, firmando gli articoli con lo pseudonimo di Carlo da Premia, in ricordo del paese natale; passò nel 1937 all'Università di Bologna e dal 1939 diresse il «Giornale storico della letteratura italiana», fu anche presidente del Centro Nazionale di Studi alfieriani.
Durante la seconda guerra mondiale, sfollò nel 1943 a Druogno e durante la Repubblica dell'Ossola stese con Gianfranco Contini un progetto di riforma scolastica.
Docente di Letteratura Italiana all'Università di Bologna ebbe tra i suoi studenti Pier Paolo Pasolini che frequentò i corsi su Vittorio Alfieri, nell'anno accademico 1939-40, e sul secentismo, l'anno successivo. Dopo aver smarrito la sua tesi in corso di scrittura sulla pittura italiana contemporanea durante la fuga da Livorno, a ridosso dell'8 settembre 1943, Pasolini si rivolse proprio a Calcaterra come relatore di quella tesi sul poeta Giovanni Pascoli che discusse il 26 novembre 1945 e che solo in anni più recenti è stata data alle stampe per i tipi di Einaudi.
Nel 1948 fondò la rivista «Studi petrarcheschi» e al Petrarca dedicò particolari studi, unitamente a quelli riservati ai poeti del Seicento e Settecento con la pubblicazione del Parnaso in rivolta del 1940 e del Barocco in Arcadia e altri scritti sul Settecento del 1950.
Fra i suoi allievi si ricordano Giorgio Bassani, Ezio Raimondi e Piero Camporesi.
È sepolto nel cimitero di Bellinzago Novarese, cittadina di origine della sua famiglia.

## Opere principali
- Il traduttore della «Tebaide» di Stazio. Ricerche intorno alle relazioni del cardinale Cornelio Bentivoglio con Carlo Innocenzo Frugoni, Asti, Paglieri e Raspi, 1910.
- Il Frugoni prosatore, Asti, Paglieri e Raspi, 1910.
- L'amicizia di Carlo Innocenzo Frugoni e Alfonso Varano, Asti, Scuola tip. Michelerio, 1910.
- Studi critici, Asti, Paglieri e Raspi, 1911.
- Storia della poesia frugoniana, Genova, Libreria editrice Moderna, 1920.
- Il nostro imminente Risorgimento. Gli studi e la letteratura in Piemonte nel periodo della Sampaolina e della Filopatria, Torino, Società editrice internazionale, 1935.
- Il Parnaso in rivolta. Barocco e Antibarocco nella poesia italiana, Milano, A. Mondadori, 1940.
- Nella selva del Petrarca, Bologna, L. Cappelli, 1942.
- Con Guido Gozzano e altri poeti, Bologna, N. Zanichelli, 1944.
- Della lingua di Guido Gozzano, Bologna, Minerva, 1948.
- Alma mater studiorum. L'Università di Bologna nella storia della cultura e della civiltà, Bologna, N. Zanichelli, 1948.
- Il Barocco in Arcadia e altri scritti sul Settecento, Bologna, N. Zanichelli, 1950.
- Poesia e canto. Studi sulla poesia melica italiana e sulla favola per musica, Bologna, N. Zanichelli, 1951.